# Non-citoyens de Lettonie

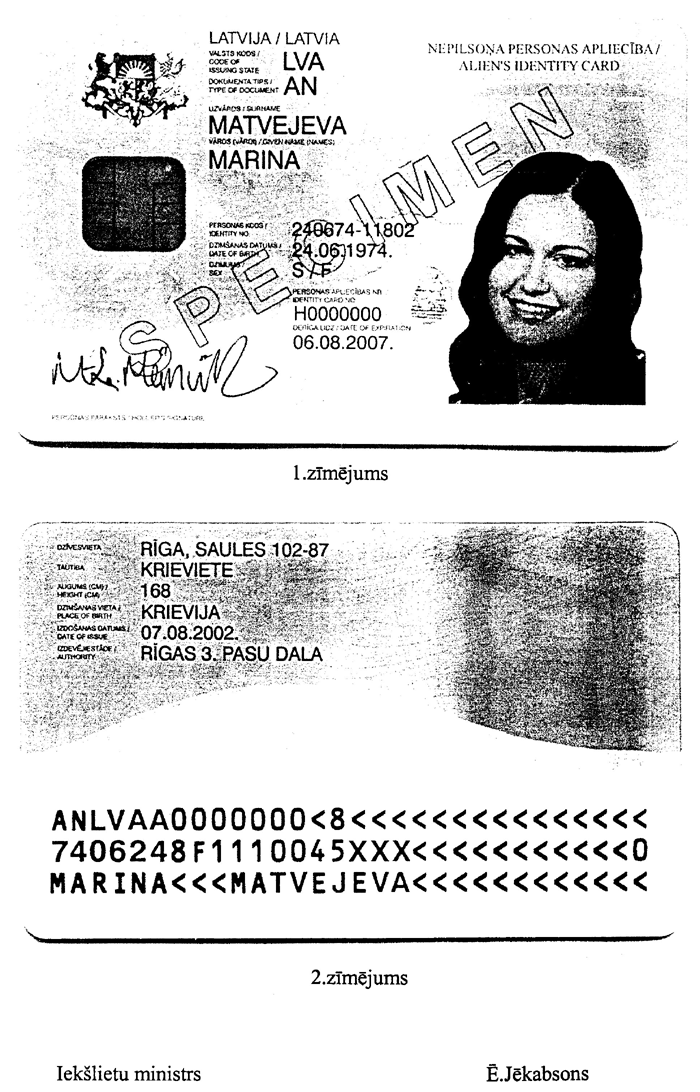
Exemple de « carte d'identité d'étranger » délivrée par le gouvernement

Les résidents non-citoyens (nepiliečiai) ou résidents non-ressortissants (nepilsoņi) sont des habitants de Lettonie qui n’ont aucune citoyenneté, ni lettone ni autre.
Ce sont des personnes ayant perdu leur citoyenneté soviétique du fait de la disparition de l'URSS, et leurs descendants, en majorité russophones (russes baltes, ukrainiens ou biélorusses). En 1991 il y avait 700 000 résidents non citoyens. Leur nombre est descendu à 260 000 en 2015, soit 12,0 % de la population totale.

## Histoire
Après avoir recouvré son indépendance le 21 août 1991, la Lettonie avait accordé la citoyenneté lettone aux personnes qui l’avaient avant le 17 juin 1940 et à leurs descendants. Ceux qui ne remplissaient pas ces conditions devaient demander la nationalité lettonne, et pour l’obtenir, passer un examen de langue lettone (sous le régime soviétique, seul le russe était « langue de communication interethnique » - язык межнационального общения). Les personnes qui n’ont ni réussi cet examen, ni demandé la nationalité russe, ukrainienne ou biélorusse, sont devenues des résidents non-citoyens.

## Droits
Le statut spécial des résidents non-citoyens lettons (différent du statut d’apatride bezvalstnieks en droit letton) a été créé par une loi en 1995. Aux termes de cette loi, pour vivre en Lettonie et avoir les mêmes droits sociaux que les citoyens lettons, les résidents non-citoyens n’ont besoin d’aucun permis spécial. Le comité letton des droits de l'homme (FIDH) a répertorié 80 différences dans les droits entre citoyens et non-citoyens lettons en 2011, dont la principale est que les résidents non-citoyens n’ont pas le droit de vote, ne peuvent pas travailler comme fonctionnaires, ni devenir juges, procureurs, avocats, assistants d’avocat, notaires ou encore militaires (sous le régime soviétique, la situation était inverse : les russophones étaient des « citoyens soviétiques titulaires » - титульный советский гражданин soit, en pratique, prioritaires dans l’encadrement, les grades de l’armée et toutes les fonctions importantes). En revanche, ils peuvent aujourd’hui voyager librement dans l’Espace Schengen et aussi, contrairement aux citoyens lettons, en Russie sans visas.

## Naturalisation
La naturalisation des non-citoyens a commencé en 1995, par classes d’âge et moyennant un examen d’histoire lettone, de Constitution et de langue lettone du niveau B1. Depuis 1998, il n’y a plus de limitation à telle ou telle classe d’âge : tout candidat peut passer ces mêmes examens ou avoir étudié dans une école dans laquelle les enseignements sont dispensés en letton.

## Les réactions internationales
Les recommandations internationales sont :
- d’accélérer la naturalisation[8],[9] ;
- d’accorder le droit de vote aux non-citoyens aux élections locales[10],[11] ;
- de réduire le nombre des différences entre droits des citoyens et non-citoyens[12],[13] ;
- d’éviter de demander aux candidats à la naturalisation d’adopter des convictions contraires à leur vision de l’histoire[14] : ce point est le plus litigieux, car beaucoup de russophones, à quelques universitaires près, partagent la vision russe de l’histoire, largement relayée par les médias russes et les réseaux sociaux, selon laquelle les pays baltes n’ayant jamais été des états indépendants avant 1918, n’étaient que des provinces que l’Empire russe avait libérées de l’« oppression suédoise » ou « polonaise », tandis que l’indépendance des années 1918-1940 aurait été « factice » en raison de l’« oppression capitaliste », de sorte que là encore l’URSS ne les a pas « occupés » mais au contraire « libérés » en 1940[15].

## Les obstacles locaux
- Selon un sondage de 2005, 42,8 % des citoyens lettons (soit 35,6 % des habitants) étaient « contre » le fait d'accorder le droit de vote aux non-citoyens aux élections locales alors que 45,9 % des citoyens (soit 38,4 % des habitants) étaient « pour », le reste ne se prononçant pas. Les Lettons étaient « contre » à 55,9 % et les russophones à 7,8 % (74,6 % des russophones et 24,8 % des Lettons étaient « pour »)[16].
- Une partie des russophones ne parlent pas letton[17],[18],[19] ou ont de faibles bases[20].

## Démographie des non-citoyens (2017)
| Groupe      | Nombre des non-citoyens | % du groupe | % des non-citoyens |
| ----------- | ----------------------- | ----------- | ------------------ |
| Russes      | 155 931                 | 28,2        | 65,6               |
| Biélorusses | 32 672                  | 47,7        | 13,7               |
| Ukrainiens  | 23 290                  | 45,8        | 9,8                |
| Polonais    | 8 342                   | 18,5        | 3,5                |
| Lettons     | 561                     | 0,04        | 0,2                |
| Juifs       | 1 990                   | 23,3        | 0,8                |
| Total       | 237 759                 | 11,2        | 100                |

La plupart des résidents non-citoyens (122821, en 2017) vivent à Riga.